# Ensisheim
Ensisheim – miejscowość i gmina we Francji, w regionie Grand Est, w departamencie Górny Ren.
Według danych na rok 1990 gminę zamieszkiwały 6164 osoby, 168 os./km².